# 空調ざぶとん
空調ざぶとん（くうちょうざぶとん）とは、株式会社空調服から発売された、「ファン付き座布団」の商品名である。

## 概要
空調服が2006年に開発した空調ベッドの原理を、椅子に敷く座布団に応用したもの。2007年7月に発売された。空調ざぶとん 涼風(すずかぜ)が商品名。

## デザインと機能
座布団の先端部にあるファンが、座布団の内部に風を送り込み、同社が開発した「スーパースペーサー」という座面と体の間に空間を作るプラスチック素材の隙間を風が通る。ファン裏側に付けた電池ボックスコントローラー内の電池が、電源である。電池ボックスには「強(H)、弱(L)、切」の切り替えスイッチが付いている。
単三型アルカリ乾電池4本を使用する場合、約22時間ほどの稼動が可能である。単三型ニッケル水素蓄電池の使用が可能で、2000mAhの容量の電池の場合、稼働時間は約18時間となる。なお、メーカーが別売りしている空調服用USB接続ケーブルによる稼動は、2007年の発売当初は注記されていなかったため同時購入し使用した利用者もいたが、USB接続ケーブルは使用できないと2008年にメーカーは説明している。同様にシガーライターアダプタも空調服用のものとの併用はできない。なお電源端子の形状は、空調服と共通の独自仕様である。
2008年4月に改良型を発表した。2007年に発売された機種の後継にあたるものと、着座スイッチを備えスーパースペーサーの構造を強固にした「空調ざぶとん涼風ハイグレード」、空調ざぶとん専用のシガーライターアダプタを備えた「空調ざぶとん涼風カーシート」の3機種である。

## 効果
スイッチを入れるとお尻がすぐにひんやりとのこと。。
強ではクーラーの効いた部屋だとむしろ寒く感じるときもあるとの指摘もある。
ファンを使う構造上、PCのファンの音程度の騒音はあるが、車中やオフィスでの使用では気にならない程度である。
空気の通り道はあくまでクッション内であるため空調服のように直接風が臀部に当たるわけではない点に留意。ただしそれでも熱の籠らないクッションというのは画期的であり、現代のい草クッションやドーナツクッションと言える。

## 使用用途
以下のような使用用途が考えられる。
- 長時間の座り仕事での使用
- 自動車の運転中の使用